# Chlorissa rhoisaria
Chlorissa rhoisaria är en fjärilsart som beskrevs av Pierre Chrétien 1909. Chlorissa rhoisaria ingår i släktet Chlorissa och familjen mätare. Inga underarter finns listade i Catalogue of Life.